# Araldica scozzese
L'araldica in Scozia, oltre ai tratti distintivi comuni a tutta l'araldica inglese ed europea, ha delle proprie peculiarità. Il suo esecutivo araldico è separato da quello del resto del Regno Unito.

## Esecutivo

Lo stemma usato dal Lord Lyon King of Arms, impalabile con lo stemma personale del detentore dell'incarico.

L'esecutivo araldico scozzese si trova separato da quello del resto del Regno Unito e si trova nelle mani del Lord Lyon King of Arms. I primi riferimenti al Lord Lyon King of Arms risalgono all'epoca del regno di Roberto I di Scozia nel 1318, anche se certe funzioni si possono rintracciare già nella società celtica più antica. 
Il Lord Lyon esercita una giurisdizione generale su tutte le materie dell'armoriale di Scozia e presta servizio come Giudice del Reame. Egli ha inoltre facoltà decisionale relativamente alle rappresentazioni di famiglia, ai pedigree ed alle genealogie. Inoltre, egli ha la supervisione delle cerimonie di stato, reali e pubbliche in Scozia. Il Lord Lyon ha anche il diritto di decidere a chi spetti (secondo le leggi in materia) il titolo di capoclan di un clan.
Nell'esercizio delle sue funzioni, egli viene assistito in epoca recente da uno staff composto da tre araldi e consiglieri assieme al Lyon Clerk and Keeper of the Records. L'attuale Lyon Clerk, Elizabeth Roads LVO, che è anche Snawdoun Herald, è la prima donna ad aver prestato servizio come Officer of Arms nel Regno Unito.
Secondo il cap. 47 dell'Act del 1672 in materia, il Lord Lyon ha il potere di garantire lo stemma alle "persone virtuose e di buon servizio." Secondo Innes di Learney: "Uno stemma è una indicazione esteriore di nobiltà e le sue armi sono ufficialmente descritte come 'Insegne di Nobiltà'". Una patente d'arme è. . . un Diploma di Nobiltà. . . ." Per chiarificare questa decisione, uno scrittore di araldica scozzese ha notato: "Tecnicamente la garanzia di uno stemma a firma del Lord Lyon corrisponde ad una patente di nobiltà; la garanzia consente di essere 'inscritti con tutti i nobili nella nobiltà di Scozia'. Questo non vuol dire che ogni nobile sia anche pari di Scozia, ma essa è solo una distinzione sociale che non ha privilegio legale  ."

## Principi
La principale funzione dell'araldica, sia essa personale o corporata, è quella di simboleggiare l'identità del detentore di un dato stemma.
In Scozia i Clans e le famiglie che hanno rappresentato una significativa entità di funzioni a livello sociale sono ancora oggi detentrici di uno stemma.
In Scozia, però, non esiste il cosiddetto "stemma di famiglia" ma ognuno, anche i membri ultrogeniti della famiglia, hanno un loro specifico stemma con differenze tra volta rilevanti all'interno della stessa famiglia e con quelli dei propri antenati.
L'araldica scozzese opera sotto l'idea che chiunque porti lo stesso cognome abbia difatti un'origine comune, seppur in maniera talvolta molto distante. Di conseguenza, dove esiste uno stemma legato ad una famiglia, nuovi conferimenti di questo stemma sono spesso derivati da quello più antico conosciuto.
"Il tratto saliente dell'araldica scozzese è che, se comparata a quella inglese o in altre nazioni, gli stemmi di base sono relativamente pochi di numero, ma vi sono numerose differenze tra le varie versioni di ciascuno scudo. Le differenze basilari nello scudo e negli ornamenti non sono di proprietà della 'famiglia' bensì del 'capo' di ciascun clan della casata…."
I più antichi esempi di araldica scozzese sono gli stemmi degli Stewart derivati da sigilli della metà del XII secolo sino alla metà del XIII secolo, che mostrano figure ancora oggi utilizzate dalle famiglie a livello araldico.
Il Lord Lyon, come re d'arme, ha quindi un'importanza fondamentale anche nell'organizzazione famigliare delle casate scozzesi e nello stabilire dunque le relazioni di sangue in maniera corretta tra i vari componenti di una stessa famiglia o di uno stesso clan.

## Caratteristiche

### Motti
Una delle più ovvie distinzioni visuali dell'araldica scozzese riguarda l'uso del carteggio ove ciascun membro inserisce il proprio motto, il quale si trova sopra lo stemma e non sotto lo scudo come accade di solito. Questa differenza è ad ogni modo più che una semplice distinzione artistica. Nell'araldica scozzese i motti sono considerati come componenti della garanzia di uno stemma e possono essere alterati solo con la reimmatricolazione dello stemma. Nell'araldica inglese, invece, il motto viene concesso raramente assieme allo stemma e viene tramandato per convenzione o oralmente e quindi essi possono essere mutati nel sistema inglese secondo la volontà di ciascun detentore.

Il sistema Stodart per differenziare gli stemmi delle armi delle branche cadette di una famiglia

### Brisure
Altra differenza tra l'araldica scozzese e quella inglese è rappresentata dall'aspetto dello scudo nel sistema per distinguere le armi dei figli ultrogeniti, conosciuta come brisure. L'araldica inglese utilizza solitamente dei piccoli simboli a mo' di brisure per differenziare i vari componenti di una stessa famiglia che hanno il diritto di avere un proprio stemma. In Scozia invece, ad eccezione del primogenito, questa funzione viene assolta da una serie di bordure che circondano lo scudo, variabili con colori e disegni diversi, secondo un sistema chiamato "Stodart". Anche l'araldica scozzese può far uso delle brisure ma esse sono definite come "temporanei segni distintivi di cadenza utilizzati per gli stemmi dei bambini prima del raggiungimento della maggiore età, senza che questi ricadano sotto la formale autorità del Lord Lyon Office."

### Simboli
I simboli araldici sono trattati in maniera differente dagli stemmi nell'araldica scozzese e differente è anche la pratica che se ne fa negli armoriali inglesi. Un simbolo può essere definito come "una divisa araldica, non parte dello stemma, ma . . . disponibile per una persona armigera o una corporazione col proposito di identificarla." I simboli solitamente consistono essenzialmente in figure che possono essere "caricate" sullo scudo, mentre altri sono invece emblemi che possono alludere al nome, al titolo o all'ufficio occupato dall'insignito. In Inghilterra, l'ottenimento di un simbolo da parte di un armigero iscritto al College of Arms è diventata una prassi usuale negli ultimi anni.

Un simbolo araldico concesso a ciascun membro del Clan Maclachlan.

Nell'araldica scozzese, ad ogni modo, la garanzia di un simbolo è limitata a quelle categorie o individuali che abbiano una "numerosa schiera" e quindi questo significa un gruppo significativo di aderenti o sostenitori. Generalmente i simboli sono concessi solo ai pari, ai baroni ed ai capi dei clan e sono soggetti al Lord Lyon. Le corporazioni, così come i governi locali, le scuole, le compagnie o i club sportivi possono ottenere dei simboli propri che poi possono utilizzare anche i loro membri affiliati.
L'araldica scozzese ad ogni modo riconosce forme prestabilite per la concessione di un simbolo. Nel caso di un armigero, la divisa è composta dal simbolo specifico circondato da una cintura con fibbia chiusa sul davanti, nella quale sta inscritto il motto individuale o, nel caso di un clan, quello del capo.

### Cimieri
Nell'araldica inglese la pratica dell'uso dei cimieri, divisa o emblema che appare sopra l'elmo o il tocco nello stemma completo, non può duplicare alcun altro cimiero già concesso altrove. Dal momento che ogni scudo deve essere un unicum, ciascuno ha un proprio cimiero unico dunque. In Scozia, ad ogni modo, è permesso e diffuso che due o più famiglie abbiano lo stesso cimiero. Malgrado questo, il tratto distintivo rimane sempre il motto che deve differenziarsi e che come tale consente a ogni stemma di rimanere unico.

### Per le donne
Oltre alla pratica tradizionale di concedere stemmi per agnizione maschile, esiste una pratica specifica riservata alle donne. Quando il padre di una donna a cui sia stato concesso il diritto di avere proprie armi, muore senza figli maschi sopravvissutigli e la donna rimane sua erede, essa può trasmettere lo stemma paterno ai suoi discendenti. In Inghilterra, se vi è più di una figlia sopravvissuta, ciascuna può concedere lo stemma paterno in modo eguale. In Scozia, invece, è la figlia primogenita sopravvissuta a trasmettere le armi paterne.

### Quartieramento
In araldica uno scudo base può essere diviso in quattro parti essenzialmente uguali dette sezioni o quartieri. In tempi recenti questo è stato necessario come risultato per matrimoni tra armigeri e ereditiere di simboli araldici. L'araldica inglese sembra non aver posto limite a questa divisione, pur continuando a utilizzare il termine di "quartieramento" senza specificare il numero di divisioni possibili.
La pratica scozzese preferisce un disegno semplice e permette a ciascuno stemma di essere diviso in massimo quattro parti.

## Opere rilevanti
"La Scozia non ha antiche pergamene di stemmi come in Inghilterra ed il suo più antico documento in questo senso (e quindi quello di maggiore importanza) è l'Armorial de Gelré 1369-1388 conservato a Bruxelles - un manoscritto europeo che illustra una selezione scelta di stemmi scozzesi." Il primo vero armoriale scozzese viene datato al 1508.
Due dei più antichi e più importanti lavori che abbiano per soggetto l'araldica scozzese sono The Science of Herauldry di George Mackenzie di Rosehaugh, pubblicato per la prima volta nel 1680, e A System of Heraldry di Alexander Nisbet, pubblicato per la prima volta nel 1722. Mackenzie è ritenuto un'autorità nel campo dell'araldica scozzese. L'opera di Nisbet è invece meno chiara in quanto ad autorità e non è reputato consono dall'autorità istituzionale." Nel 1991, dopo anni di contese, ad ogni modo, sir Crispin Agnew di Lochnaw, Araldo di Rothesay, si è espresso favorevolmente sia verso l'opera di Nisbet che verso quella di MacKenzie di Rosehaugh definendo entrambi "scrittori istituzionali". Agnew ha però precisato che il secondo volume di Nisbet è considerato "sospetto" per via delle numerose inserzioni erronee di uno scrittore sconosciuto ma "il suo lavoro dev'essere trattato con grande rispetto come si è fatto sin dalla sua prima edizione nel 1722."
Ad ogni modo l'opera più celebrata relativa all'araldica scozzese è senz'altro il Public Register of all Arms and Bearings in Scotland, conosciuto più semplicemente col nome di "Public Register" o "Lyon Register". È stato detto che "non vi è migliore evidenza della diversità nello splendore dell'arte araldica nel mondo se non quanto si trovi nel Lyon Register. . . ." L'opera venne creata sotto l'autorità dello Statuto del 1672 il che prova che esso riporti solo gli stemmi accettati dal Lord Lyon. Il primo volume venne stampato nel 1677 e le edizioni sono andate via via ampliandosi nel corso dei secoli successivi. Ciascuno dei grandi volumi presenta 120 pagine di stemmi, spesso realizzati da grandi artisti araldici.